# 서울연지초등학교
서울연지초등학교(서울硯池初等學校)는 대한민국 서울특별시 노원구 월계동에 위치한 공립 초등학교이다.

## 연혁
- 1997년 12월 20일: 설립 인가
- 1998년 3월 1일: 19학급 편성
- 1999년 2월 19일: 1회 졸업식
- 2028년 6월 12일: 개교 30주년

## 참고 자료
- 서울연지초등학교 - 한국교육학술정보원 학교알리미